# Little Big Adventure
Little Big Adventure (abreviado LBA) es un videojuego originalmente lanzado al mercado a finales de 1994. Fue lanzado en Europa por Electronic Arts (EA) y en EE. UU., bajo el nombre 'Relentless', por Activision. LBA vendió más de 400.000 copias en todo el mundo en su primer lanzamiento. LBA fue el primer juego creado bajo el sello de Adeline Software International. El juego fue publicado en dos versiones, una versión en CD-Rom y una versión en disquetes. La versión en CD-Rom tiene videos animados 3D, música de alta calidad y diálogos, mientras que la versión en disquetes tiene música en formato midi e imágenes fijas. También existe la versión para la consola Playstation (PSX).
El juego tiene una secuela, Little Big Adventure 2.

## El Juego

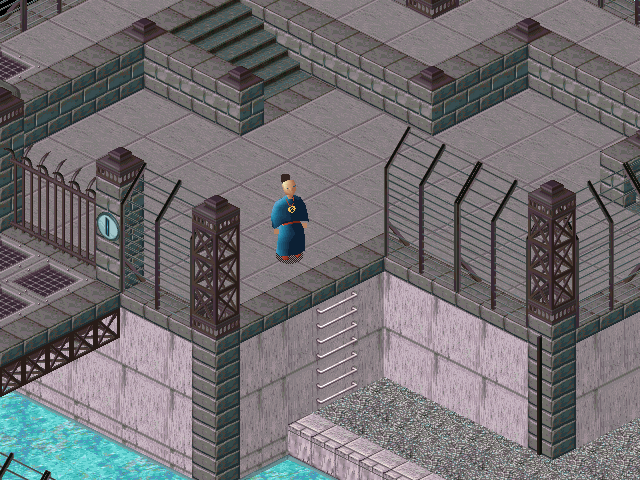
Captura de pantalla.

El juego es visto desde una perspectiva isométrica 3D. Todos los personajes y vehículos son objetos 3d basados en polígonos, así que se mueven muy suavemente. El resto del juego está basado en «sprites». El campo de juego está dividido en escenas (una pequeña parte del juego que está activa). Entonces, cuando se está en una escena, nada ocurre en las demás. Cada vez que se sale de una escena a otra el juego se guarda automáticamente. Después de completar ciertas tareas dentro del juego, el jugador se ve recompensado con una secuencia de video de gran calidad. Todo el texto en el juego es también hablado (versión en CD-Rom solamente). El mundo del juego es vasto; hay 11 islas diferentes y más de 120 escenas para visitar. Hay sitios como un desierto, montañas nevadas, una villa subterránea, la isla de la rebelión, etc. Casi cada personaje que puede verse en el juego es interactivo, el mundo mismo es muy interactivo, se pueden revisar cestos de basura, armarios, etc.

## Forma de juego
El jugador controla un personaje llamado Twinsen por medio de las flechas del teclado. En el juego Twinsen tiene 4 diferentes modos de conducta.
NormalEn este modo Twinsen camina normalmente, puede hablar con personas y buscar objetos en diferentes sitios. Usando armas Twinsen ataca como si no le importara mucho.
DeportivoEn este modo Twinsen puede correr y saltar. Mientras use armas se moverá muy rápido y no atacará mucho. El jugador deberá tener cuidado de no «chocar» contra elementos sólidos como paredes o podrá lastimarse lo cual es molesto si se está en modo deportivo en espacios cerrados.
AgresivoEste es el modo de combate, en este modo Twinsen pelea con sus puños y cuando usa armas ataca nerviosamente.
DiscretoEn este modo Twinsen se mueve muy silenciosamente y puede esconderse. Cuando usa armas ataca muy lentamente.
Durante el juego se puede cambiar el modo de comportamiento fácilmente.
A veces Twinsen puede usar un vehículo para viajar a otros lugares, esto no es interactivo.
Twinsen tiene un inventario donde puede almacenar los objetos que encuentre.
Cada objeto tiene su propio sitio en el inventario.
La mayoría de los diálogos no son muy interactivos, cuando se tiene la opción de elegir es mayoritariamente para seleccionar un destino o asunto.

## Reinicio, remasterizaciones y remake
A principios de 2023, el estudio 2.21 anunció el reinicio de la saga, sin embargo, el 26 de julio del mismo año se dio a conocer que el reinicio de Little Big Adventure no encontró editora y se canceló. El estudio mantenía el desarrollo de las remasterizaciones, menos costosas, para el 2024, pero que la falta de interés entre las editoras obligó a paralizar indefinidamente el reinicio.
A finales de 2023 Little Big Adventure encontró editora, siendo finalmente un remake. En noviembre de 2024 fue lanzado finalmente el remake Little Big Adventure – Twinsen’s Quest.